# سلجوق (بلدة)
سلجوق هي بلدة تقع في محافظة إزمير وتبعد 2كم عن المدينة التاريخية أفسس.